# 도리언 르 갤리언
도리언 레온 멀로이스 르 갤리언(영어: Dorian Leon Marlois Le Gallienne, 1915년 4월 19일 ~ 1963년 7월 27일)은 오스트레일리아의 남성 피아노 연주자 겸 지휘자이자 작곡가 겸 음악평론가이다.

## 주요 이력
1938년 영국 런던에서 피아니스트 첫 데뷔하였으며 1939년 영국 런던에서 지휘자 데뷔하였다. 그 후 1941년 오스트레일리아 귀국한 그는 1942년 클래식 피아노 연주곡 《Blue wrens》를 작곡 및 편곡하였고 1943년 서양 고전 음악 평론 《Solveig's cradle song》으로 음악평론가 등단하기도 하였다. 미국·캐나다 양국과 모종의 친분으로 인하여 1946년 5월 그 당시 미 군정 남조선 과도정부 서울 미군정청 주재 제8군 초청으로 인하여 클래식 피아노 연주 내한 공연을 하던 시절 김경화(金京華)라는 한국어 이름을 사용하였고 그 시절 미군정청에는 토머스 멀로이스 킴(영어: Thomas Marlois Kim)이라 통칭 공표되기도 하였다.
1963년 오스트레일리아 캔버라에서 병사하였다.